# لورين هارت
لورين هارت (بالإنجليزية: Lauren Hart)‏ هي مغنية أمريكية، ولدت في 10 يناير 1967.

## وصلات خارجية
- لورين هارت على موقع IMDb (الإنجليزية)